# کنستانت یواکیم
کنستانت یواکیم (انگلیسی: Constant Joacim; ۳ مارس ۱۹۰۸ – ۱۲ ژوئن ۱۹۷۹) بازیکن فوتبال اهل بلژیک بود.
وی همچنین در تیم ملی فوتبال بلژیک بازی کرده‌است.